# KGeography
KGeography es un programa de software libre que permite a los estudiantes aprender conocimientos de Geografía, forma parte de KDE. La versión actual está integrada a KDE edu.

## Aprendizaje
Permite navegar entre distintos mapas, al hacer clic se mostrara la división política. La bandera de cada nación y la capital también se mostraran.

## Evaluación
Además de los fines educativos, KGeography se puede utilizar para evaluar los conocimientos. Cuenta con cinco juegos:
- Menciona el nombre de un país, se tiene que hacer clic en su territorio.
- El juego dice la capital, se tiene que averiguar el país.
- El juego menciona el país, se tiene que encontrar la capital.
- El juego muestra un territorio se tiene que encontrar el nombre del lugar.
- El juego muestra un nombre se tiene que averiguar el territorio.